# Coppa olimpica
La coppa olimpica è un premio assegnato annualmente dal Comitato olimpico internazionale.
Il riconoscimento è stato istituito da Pierre de Coubertin nel 1906 per premiare enti o associazioni che abbiano dimostrato merito e integrità nello sviluppo del Movimento olimpico.

## I destinatari della coppa olimpica

### Anni 1900
- 1906 - Touring Club de France
- 1907 - Regata reale di Henley
- 1908 - Swedish Central Association for the Promotion of Sports
- 1909 - Ginnasti tedeschi

### Anni 1910
- 1910 - The Sokol movement
- 1911 - Touring Club Italiano
- 1912 - Union of Gymnastics Societies of France
- 1913 - Hungarian Athletic Club
- 1914 - Amateur Athletic Union of America
- 1915 - Rugby School
- 1916 - Confrérie Saint-Michel di Gand
- 1917 - Federazione calcistica dei Paesi Bassi
- 1918 - Sports Teams of the Allied Front
- 1919 - Olympic Institute di Losanna

### Anni 1920
- 1920 - Springfield College
- 1921 - Danish Sports Federation
- 1922 - Amateur Athletic Union of Canada
- 1923 - Sports Association of Catalonia
- 1924 - Athletic and Gymnastic Federation of Finland
- 1925 - National Physical Education Committee of Uruguay
- 1926 - Norwegian Skiing Federation
- 1927 - Colonnello Robert M. Thomson
- 1928 - Junta Nacional Mexicana
- 1929 - YMCA Comitato mondiale

### Anni 1930
- 1930 - Associazione Svizzera di Football
- 1931 - National Playing Fields Association, Gran Bretagna
- 1932 - German College of Physical Education
- 1933 - Federazione svizzera di ginnastica
- 1934 - Opera Nazionale Dopolavoro
- 1935 - National Recreation and Park Association
- 1936 - Hellenic Amateur Athletic Association
- 1937 - Austrian Skating Union
- 1938 - Royal Academy of Physical Education of Hungary
- 1939 - Kraft durch Freude

### Anni 1940
- 1940 - Swedish Gymnastics
- 1941 - Comitato Olimpico Finlandese
- 1942 - William May Garland
- 1943 - Comitato Olimpico Argentino
- 1944 - Cittadini di Losanna
- 1945 - Norges Fri-Idrettsforbund
- 1946 - Comitato Olimpico Colombiano
- 1947 - Sigfrid Edström, Presidente del CIO
- 1948 - Central Council of Physical Recreation
- 1949 - Fluminense Football Club

### Anni 1950
- 1950 - Comitato Olimpico e Interfederale Belga
- 1950 - Comitato Olimpico Neozelandese
- 1951 - Académie des Sports, Parigi
- 1952 - Città di Oslo
- 1953 - Città di Helsinki
- 1954 - Federal Office of Sport Svizzera
- 1955 - Comitato Organizzatore dei VII Giochi centramericani e caraibici
- 1955 - Comitato Organizzatore dei II Giochi panamericani
- 1957 - Comitato Italiano Paralimpico
- 1959 - Panathlon, Genova

### Anni 1960
- 1960 - Centro Universitario Sportivo Italiano
- 1961 - Helms Hall Foundation, Los Angeles
- 1962 - Comitato Organizzatore dei Giochi bolivariani 1961
- 1963 - Australian Commonwealth Games Association
- 1964 - Southern Californian Committee for the Olympic Games, Los Angeles
- 1965 - Città di Tokyo
- 1966 - Comitato Internazionale degli Sport dei Sordi
- 1967 - Giochi bolivariani
- 1968 - Cittadini di Città del Messico
- 1969 - Comitato Olimpico Polacco

### Anni 1970
- 1970 - Comitato Organizzatore dei V Giochi asiatici e VI Giochi asiatici
- 1971 - Comitato Organizzatore dei VI Giochi panamericani
- 1972 - Comitato Olimpico Nazionale Turco
- 1972 - Città di Sapporo
- 1973 - Cittadini di Monaco di Baviera
- 1974 - Comitato Olimpico Bulgaro
- 1975 - Comitato olimpico nazionale italiano
- 1976 - Czechoslovakian Physical Culture and Sports Federation
- 1977 - Comitato Olimpico Nazionale della Costa d'Avorio
- 1978 - Comitato Olimpico Ellenico
- 1979 - Comitato Organizzatore dei Campionati del mondo di canottaggio 1978 in Nuova Zelanda

### Anni 1980
- 1980 - Ginásio Clube Portugues
- 1981 - Confederazione svizzera, International Olympic Academy
- 1982 - Racing Club de France Football
- 1983 - Comitato Olimpico di Porto Rico
- 1984 - Comitato Organizzatore dei Campionati del mondo di atletica leggera 1983
- 1985 - Comitato Olimpico Cinese
- 1986 - Città di Stoccarda
- 1988 - L'Équipe
- 1988 - Cittadini dell'Australia
- 1989 - Città di Seul
- 1989 - La Gazzetta dello Sport

### Anni 1990
- 1990 - Panellinios GS Atene di Atene
- 1991 - Comitato Olimpico Giapponese
- 1992 - Dipartimento della Savoia
- 1992 - Città di Barcellona
- 1993 - Comitato Olimpico Monegasco
- 1994 - Comitato Nazionale Olimpico e Sportivo Francese
- 1994 - Cittadini della Norvegia
- 1995 - Comitato Olimpico Coreano
- 1996 - Città di Baden-Baden
- 1998 - Cittadini di Nagano
- 1999 - Organizzazione delle Nazioni Unite

### Anni 2000
- 2000 - Città di Sydney
- 2001 - Kip Keino School, Eldoret
- 2002 - Cittadini di Salt Lake City
- 2003 - Team Alinghi
- 2004 - Cittadini di Atene[1]
- 2005 - Lake Placid Winter Olympic Museum[2]
- 2006 - Cittadini di Torino
- 2007 - non assegnato
- 2008 - Cittadini di Pechino[3]

### Anni 2010
- 2010 - Cittadini di Singapore[4]
- 2011 - Comitato Olimpico e Confederazione Sportiva del Sudafrica e la popolazione di Durban
- 2012 - Cittadini di Londra[5]
- 2016 - Cittadini di Rio de Janeiro
- 2018 - Cittadini di Buenos Aires[6]

### Anni 2020
- 2020 - Alto commissariato delle Nazioni Unite per i rifugiati[7]
- 2022 - Cittadini della Repubblica popolare Cinese[8][9]